# Billy Bush
Pour les articles homonymes, voir Billy Bush (homonymie) et Bush.
Pas d'image ? Cliquez ici

a Compétitions nationales et continentales officielles uniquement.

b Matchs officiels uniquement.
Dernière mise à jour le 8 mars 2023.
 William (Billy) Kingita Te Pohe Bush, né le 24 janvier 1949 à Napier (Nouvelle-Zélande), est un ancien joueur de rugby à XV qui a joué avec l'équipe de Nouvelle-Zélande. Il évoluait au poste de pilier (1,85 m pour 103 kg). 

## Carrière
Il a joué une centaine de matchs avec la province de Canterbury.
Il a disputé son premier test match avec l'équipe de Nouvelle-Zélande le 25 mai 1974, à l’occasion d’un match contre l'équipe d'Australie. Il disputa son dernier test match contre cette même équipe le 28 juillet 1979. 
Billy Bush a joué un match avec un XV mondial contre l'équipe d'Afrique du Sud.
Il a également joué plusieurs dizaines de matchs avec l'équipe des Māori.
Il a ensuite entraîné les Māori pendant les années 1980 et 1990.

## Palmarès
- Nombre de test matchs avec les Blacks :  12
- Nombre total de matchs avec les Blacks : 37
- Test matchs par année : 2 en 1974, 1 en 1975, 3 en 1976, 3 en 1977, 2 en 1978, 1 en 1979,